# The Fighter
The Fighter is een film van regisseur David O. Russell. De hoofdrollen worden vertolkt door Mark Wahlberg, Amy Adams, Christian Bale, die de Oscar voor beste mannelijke bijrol won en Melissa Leo, die de Oscar voor beste vrouwelijke bijrol won tijdens de 83ste Oscaruitreiking.

## Verhaal
Micky Ward woont gedurende de jaren 80 in Lowell en verdient zijn geld met boksen. Hij maakt deel uit van de arbeidersklasse, net als zijn halfbroer Dicky Eklund. Ooit was Dicky zelf een talentvolle bokser, maar nu is hij de manager van zijn succesvolle halfbroer en heeft hij problemen met de politie. 
Micky heeft gevoelens voor Charlene, maar moet zich voornamelijk concentreren op zijn bokscarrière. Met de hulp van Dicky bereidt hij zich voor op een gevecht om de wereldtitel. Maar de grote investeerders zien Micky liever aan het werk zonder Dicky aan zijn zijde. Met zijn criminele achtergrond lijkt Dicky niet thuis te horen in de sportwereld. Het is aan Micky om te kiezen tussen zijn broer en een succesvolle bokscarrière.

## Rolverdeling
- Mark Wahlberg - Micky Ward
- Christian Bale - Dicky Eklund
- Amy Adams - Charlene Fleming
- Jack McGee - George Ward
- Melissa Leo - Alice Ward
- Frank Renzulli - Sal Lanano

## Productie
Oorspronkelijk ging Darren Aranofsky, regisseur van onder meer The Wrestler, het project onder handen nemen. Op dat ogenblik waren de acteurs Brad Pitt en Matt Damon de grootste kanshebbers om een hoofdrol in de wacht te slepen. Maar Aranofsky schoof het filmproject door naar collega David O. Russell en zag hoe Mark Wahlberg werd gekozen voor de rol van Micky Ward. Wahlberg begon vervolgens met een training van 2 jaar om zich voor te bereiden op de rol. In juli 2009 gingen de opnames van start in Lowell, Massachusetts, de thuishaven van Micky Ward en Dicky Eklund. Twee maanden later zaten de opnames er op.

## Trivia
- In de Amerikaanse pers circuleerden verschillende geruchten over een mogelijke rol die zou vertolkt worden door rapper Eminem. Eerder was hij al te zien in de film 8 Mile van Curtis Hanson. Sommige bronnen beweerden dat hij een broer van Mark Wahlbergs personage zou spelen, andere bronnen meenden dan weer dat hij de bokser Dmitry Salita zou spelen.
- Michael Fassbender heeft auditie gedaan voor een rol in de film.
- De boksscènes werden gefilmd door de cameraploeg van HBO, de zender achter het World Championship Boxing. Hierdoor kregen de scènes in de boksring een authentieke uitstraling.

## Prijzen en nominaties

### Oscars
Gewonnen
Best Performance by an Actor in a Supporting Role - Christian Bale
Best Performance by an Actress in a Supporting Role - Melissa Leo
Genomineerd
Best Motion Picture of the Year - Mark Wahlberg, Todd Lieberman, David Hoberman
Best Achievement in Directing - David O. Russell
Best Writing, Screenplay Written Directly for the Screen - Scott Silver, Paul Tamasy, Eric Johnson, Keith Dorrington
Best Performance by an Actress in a Supporting Role - Amy Adams
Best Achievement in Editing - Pamela Martin

### BAFTA's
Genomineerd
Best Screenplay (Original) - Scott Silver, Paul Tamasy, Eric Johnson
Best Supporting Actor - Christian Bale
Best Supporting Actress - Amy Adams

### Golden Globes
Gewonnen
Best Performance by an Actor in a Supporting Role in a Motion Picture - Christian Bale
Best Performance by an Actress in a Supporting Role in a Motion Picture - Melissa Leo
Genomineerd
Best Motion Picture - Drama
Best Director - Motion Picture - David O. Russell
Best Performance by an Actor in a Motion Picture - Drama - Mark Wahlberg
Best Performance by an Actress in a Supporting Role in a Motion Picture - Amy Adams